# Ludwik Hager
Ludwik Hager (ur. 11 marca 1911, Warszawa, zm. 7 maja 1985, Monachium) – polski filmowiec, kierownik produkcji. Działał już przed II wojną światową (także jako asystent reżysera). Po 1945 jeden z organizatorów Wytwórni Filmów Fabularnych w Łodzi oraz warszawskiej Wytwórni Filmów Dokumentalnych, związany z Wydziałem Produkcji Filmowej Państwowej Wyższej Szkoły Filmowej w Łodzi (jako jego współorganizator i wykładowca). Szef produkcji zespołów filmowych: najpierw w latach 1948–1949 „Warszawa”, a następnie w latach 1955–1968 Zespołu Filmowego „Kadr”. W latach 40., 50. i 60. XX w. kierował produkcją filmów dokumentalnych i fabularnych, w tym: Skarb (1948), Przygoda na Mariensztacie, Celuloza (oba 1953), Pod gwiazdą frygijską (1954), Zaczarowany rower, Sprawa pilota Maresza (oba 1955), Orzeł (1958), Matka Joanna od Aniołów (1960) i Faraon (1965). W 1954 odznaczony Srebrnym Krzyżem Zasługi. W następstwie wydarzeń marcowych 1968 wyjechał z Polski.